# A Covenant with Death
Pour plus de détails, voir Fiche technique et Distribution.
A Covenant with Death est un film de procès américain réalisé par Lamont Johnson, sorti en 1967.

## Synopsis
Dans une petite ville du sud-ouest à la frontière mexicaine en 1923, une femme mariée aux mœurs légères est retrouvée morte dans sa chambre. Son mari en deuil, jaloux et largement détesté, Bryan Talbot, est reconnu coupable de son meurtre et condamné lors d'un procès reposant sur des preuves purement circonstancielles. Le juge président Hochstadter part pour un voyage de pêche, laissant le soin au juge mexico-américain inexpérimenté Ben Morealis Lewis, de superviser l'exécution de la peine. Le problème est que Lewis a ses propres doutes sur les peines obligatoires et la peine capitale en général, et sur la culpabilité de Talbot en particulier.
Dans une tournure des événements stupéfiante, Talbot tue involontairement son bourreau en essayant d'éviter d'être pendu pour un meurtre qu'il nie farouchement avoir commis. En attendant l'arrivée d'un nouveau bourreau, un autre homme avoue avoir tué la femme de Talbot. Le juge Lewis doit négocier diverses relations avec sa mère et deux femmes très différentes pour lesquelles il nourrit des sentiments forts et contradictoires, en plus des attitudes provinciales sur l'amour et le mariage, la sexualité, la modernité, la maturité, l'intégrité culturelle, la loyauté au groupe et sa foi dans le triomphe de la justice.

## Fiche technique
- Titre : A Covenant with Death
- Réalisation : Lamont Johnson
- Scénario : Lawrence B. Marcus et Saul Levitt (en) d'après le livre de Stephen Becker
- Photographie : Robert Burks
- Montage : William H. Ziegler
- Musique : Leonard Rosenman
- Pays d'origine : États-Unis
- Format : Couleurs - 1,85:1 - Mono
- Genre : drame
- Date de sortie : 1967
- Affiche : Raymond Elseviers (titre : Pacte avec la mort, Belgique)

## Distribution
Distribution
- George Maharis : Ben Lewis
- Laura Devon : Rosemary
- Katy Jurado : Eulalia Lewis
- Earl Holliman : Brian Talbot
- Arthur O'Connell : Juge Hockstadter
- Sidney Blackmer : Col. Oates
- Gene Hackman : Harmsworth
- John Anderson : Dietrich
- Wende Wagner : Rafaela Montemayor
- Emilio Fernández : Ignacio
- Kent Smith : Parmalee
- Lonny Chapman : Musgrave
- Larry D. Mann : Chillingworth
- Whit Bissell : Bruce Donnelly
- Paul Birch : Gouverneur
- Jose De Vega : Digby

Acteurs non crédités
- Larry J. Blake : un employé de maison
- Philo McCullough : Spectateur au procès
- Hank Patterson : un vieil homme